# Chalcis pensilis
Chalcis pensilis är en stekelart som beskrevs av Johann Christoph Friedrich Klug 1834. Chalcis pensilis ingår i släktet Chalcis och familjen bredlårsteklar.
Artens utbredningsområde är Egypten. Inga underarter finns listade i Catalogue of Life.